# Sandro Ingolitsch
Sandro Ingolitsch (* 18. April 1997 in Schwarzach im Pongau) ist ein österreichischer Fußballspieler.

## Karriere

### Verein
Ingolitsch begann seine Karriere beim SK Bischofshofen. 2010 wechselte er zur USK Anif. 2011 ging er in die AKA Salzburg. Er durchlief alle Akademiemannschaften und führte im Jahr 2014/15 die AKA U18 als Kapitän zum Meistertitel. Sein Profidebüt für das Farmteam FC Liefering gab er am 36. Spieltag 2014/15 gegen die SV Mattersburg.
Mit der U-19 des FC Red Bull Salzburg spielte er 2015/16 und auch 2016/17 in der UEFA Youth League. 2017 gewann er mit den Salzburgern die UEFA Youth League, wobei er im Finalturnier den verletzten Xaver Schlager als Mannschaftskapitän vertrat.
Zur Saison 2017/18 wechselte er zum Bundesligisten SKN St. Pölten, bei dem er einen bis Juni 2020 gültigen Vertrag erhielt. Nach 73 Einsätzen in der Bundesliga verließ er den Verein nach der Saison 2019/20. Daraufhin wechselte er zur Saison 2020/21 zum Ligakonkurrenten SK Sturm Graz, bei dem er einen bis Juni 2023 laufenden Vertrag erhielt.
Nach mehreren Einsätzen in der Startelf verletzte er sich im Bundesligaspiel gegen FK Austria Wien am 14. März 2021 schwer am Knie und muss mehrere Monate lang pausieren. Insgesamt kam er für Sturm zu 22 Bundesligaeinsätzen. Nach seinem Vertragsende verließ er den Klub nach der Saison 2022/23.
Anschließend wechselte er im August 2023 zum Ligakonkurrenten SCR Altach, bei dem er einen bis 2024 laufenden Vertrag erhielt.

### Nationalmannschaft
Mit der U-19-Nationalmannschaft konnte er sich für die U-19-Europameisterschaft 2016 in Deutschland qualifizieren, zuvor spielte er auch in der U-17- und U-18-Nationalmannschaft.
Im März 2017 debütierte er in einem Testspiel gegen die Niederlande für die U-21-Auswahl. Im Juni 2019 nahm er mit der U-21 Nationalmannschaft an der Europameisterschaft in Italien teil.

## Erfolge
- UEFA Youth League: 2017
- Österreichischer Cup-Sieger: 2023

## Persönliches
Sein Bruder Fabio (* 1992) ist als Fußballtrainer tätig.